# Allacta australiensis
Allacta australiensis es una especie de cucaracha del género Allacta, familia Ectobiidae. Fue descrita científicamente por Roth en 1991.

## Distribución
Esta especie se encuentra en Australia (Queensland).